# 藤平謹一郎
藤平 謹一郎（とうへい きんいちろう、1863年1月4日（文久2年11月15日） - 1929年（昭和4年）10月28日））は、日本の政治家（栃木県会議員）、実業家。下野新聞社長。族籍は栃木県平民。

## 人物
下野国芳賀郡市羽村（現・栃木県市貝町）出身。藤平縫之丞の長男。1879年、家督を相続する。銀行会社の重役として知られる。
下野新聞、宇都宮瓦斯各社長、下野倉庫、下野起業、宇都宮起業、下野新聞、下野印刷各取締役、栃木県農工銀行、下野銀行、西沢金山各監査役などをつとめる。住所は栃木県芳賀郡市羽村。

## 家族・親族
藤平家
- 父・縫之丞（栃木平民）[2][4]
- 妻・タメ（1874年 - ?、栃木、伊佐野利市の長女）[2][4]
- 二男・眞（1891年 - ?）[2][4]
  - 同妻・富美子（1895年 - ?、栃木、矢口長右衛門の長女）[2][4]
- 三男・武（1903年 - ?）[4]
- 長女[4]
- 二女[4]
- 四女[4]
- 六女[4]
- 孫[4]

親戚
- 高松長三（衆議院議員）
- 矢口長右衛門（貴族院議員）[3]